# Jarosław Szyszko
Jarosław Szyszko (ur. 4 kwietnia 1963 w Warszawie) – polski animator. Zdobywca nagrody Emmy w 2006 roku (Primetime Emmy Awards for Outstanding Individual Achievement in Animation) za animację filmu Classical Baby 2. The Hippo Dance.

## Filmografia
Wybrane filmy polskie, przy których pracował Jarek Szyszko:
- Katarstrofa (3) w Bukolandia (2006) – layout, scenariusz, współpraca reżyserska
- Turydlaki (2) (2005) – animacja, layout, współpraca reżyserska
- Jacek i Placek (1992) – pełnometrażowy film animowany
- Film pod strasznym tytułem (1994–1997) – animacja
- Odwrócona góra albo film pod strasznym tytułem (1999) – animacja
- Tytus, Romek i A’Tomek wśród złodziei marzeń (2002) – scenopis, layout
- Bukolandia (1997–2006)

Wybrane filmy zagraniczne, przy których pracował Jarek Szyszko:
- John, Paul, George&Ben (2007) – layout, główna animacja, animacja
- The Cat Who Went To Haven (2007) – layout, główna animacja, animacja
- The Hippo Dance – (2006) Primetime Emmy Awards for Outstanding Individual Achievement in Animation – layout, główna animacja, animacja
- Classical Baby (2006) Peabody Award – layout, główna animacja, animacja
- First Walk (2006) ASIFA – layout, główna animacja, animacja
- Knuffle Bunny (2005)- layout, główna animacja, animacja
- I Stink (2005 – layout, główna animacja, animacja
- Classical Baby (2005) Nagroda Emmy – layout, główna animacja, animacja
- Smile (2004) – layout, główna animacja, animacja
- Turn, Turn (2004) Nagroda Emmy – layout, główna animacja, animacja
- Call of the Wild (2003) – layout, główna animacja, animacja
- Merry Little Christmas (2002) Nagroda Emmy – layout, główna animacja, animacja